# Bandoneon

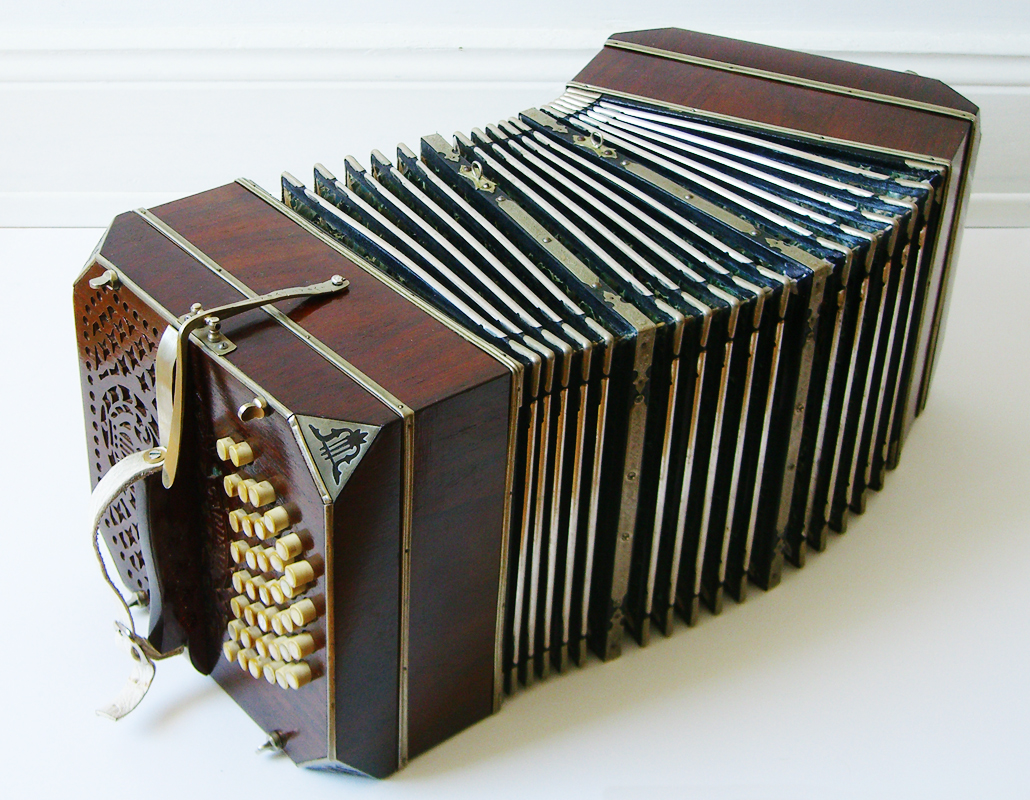
Bandoneon

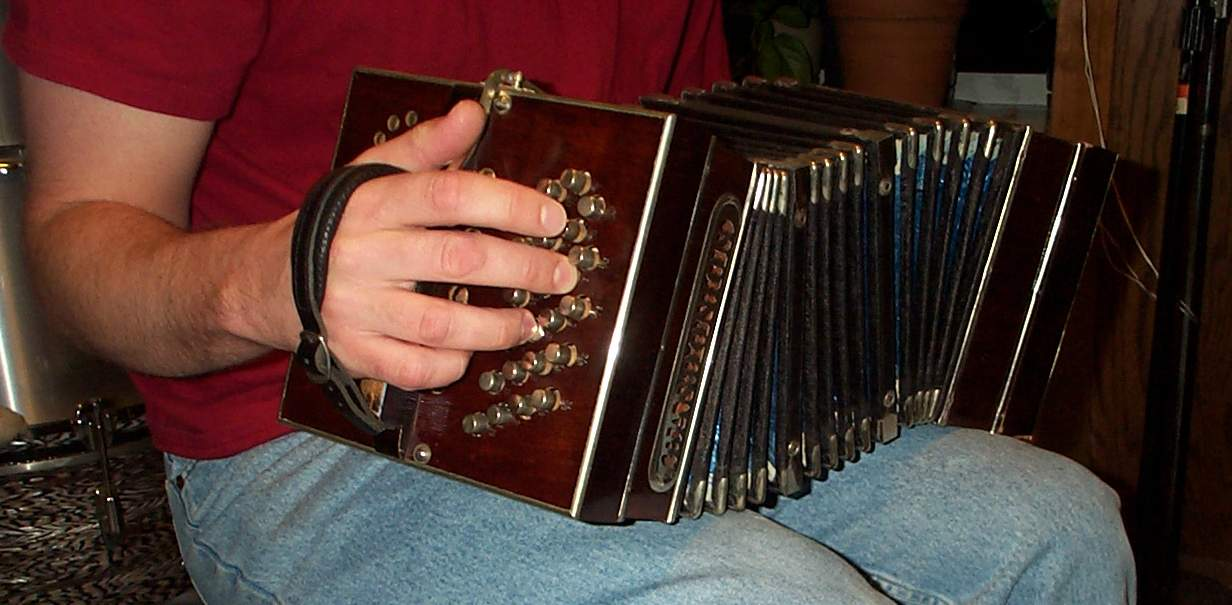
Bandoneon z 1905 roku

Bandoneon – instrument z grupy idiofonów dętych klawiszowych (według innej klasyfikacji należy do grupy aerofonów), rodzaj harmonii ręcznej w typie concertiny, często mylony z akordeonem. Posiada 88 lub więcej guzików i czworokątną obudowę. Zbudowany został w 1854 roku w Niemczech przez Heinricha Banda i od jego nazwiska pochodzi nazwa instrumentu. Pierwotnie miał służyć do grania muzyki religijnej w kościołach; współcześnie wykorzystywany jest przede wszystkim do grania tanga. Wirtuozem bandoneonu był Astor Piazzolla.
W Polsce jako pierwszy na bandoneonie diatonicznym zaczął grać Wiesław Prządka.

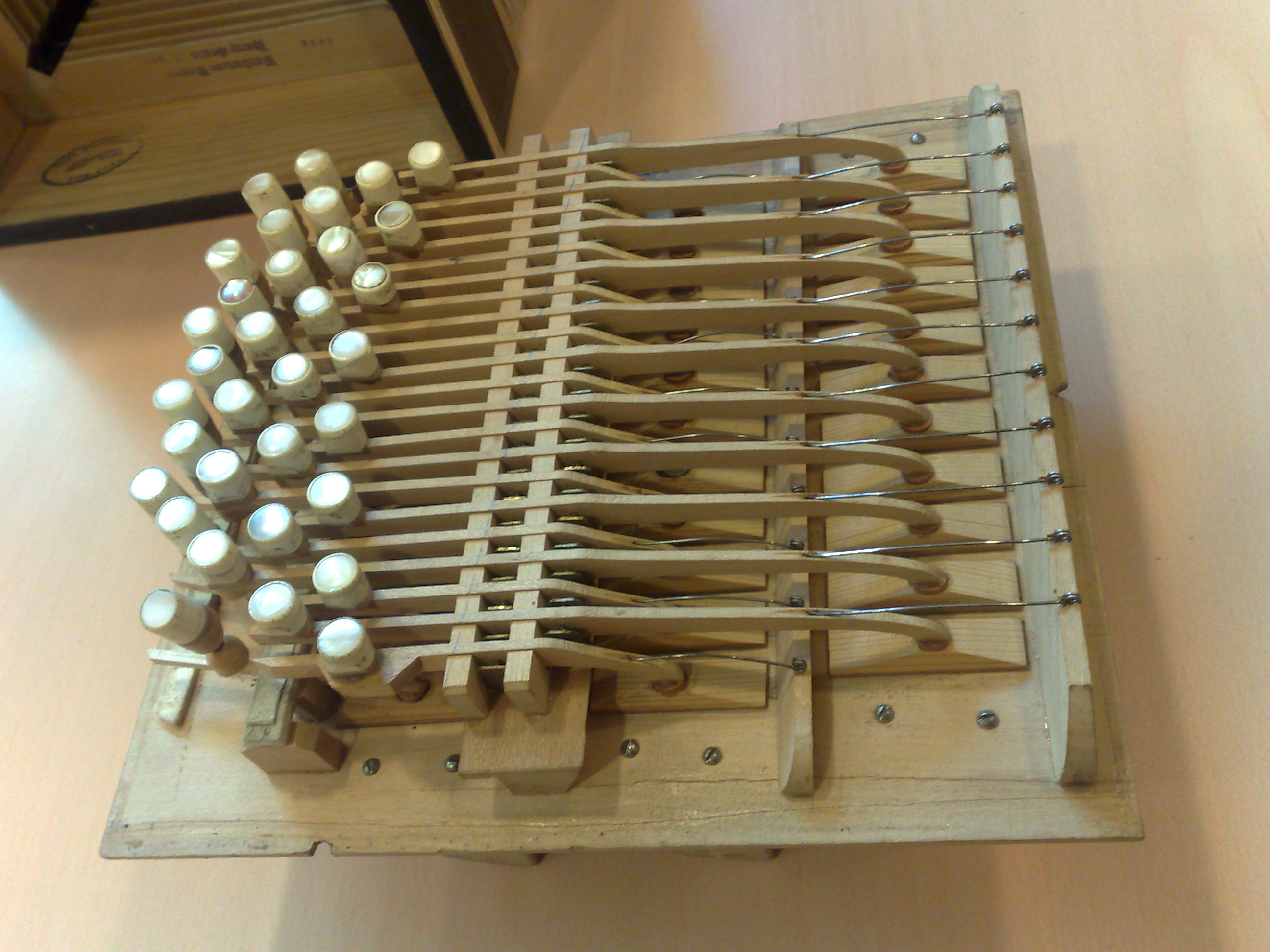
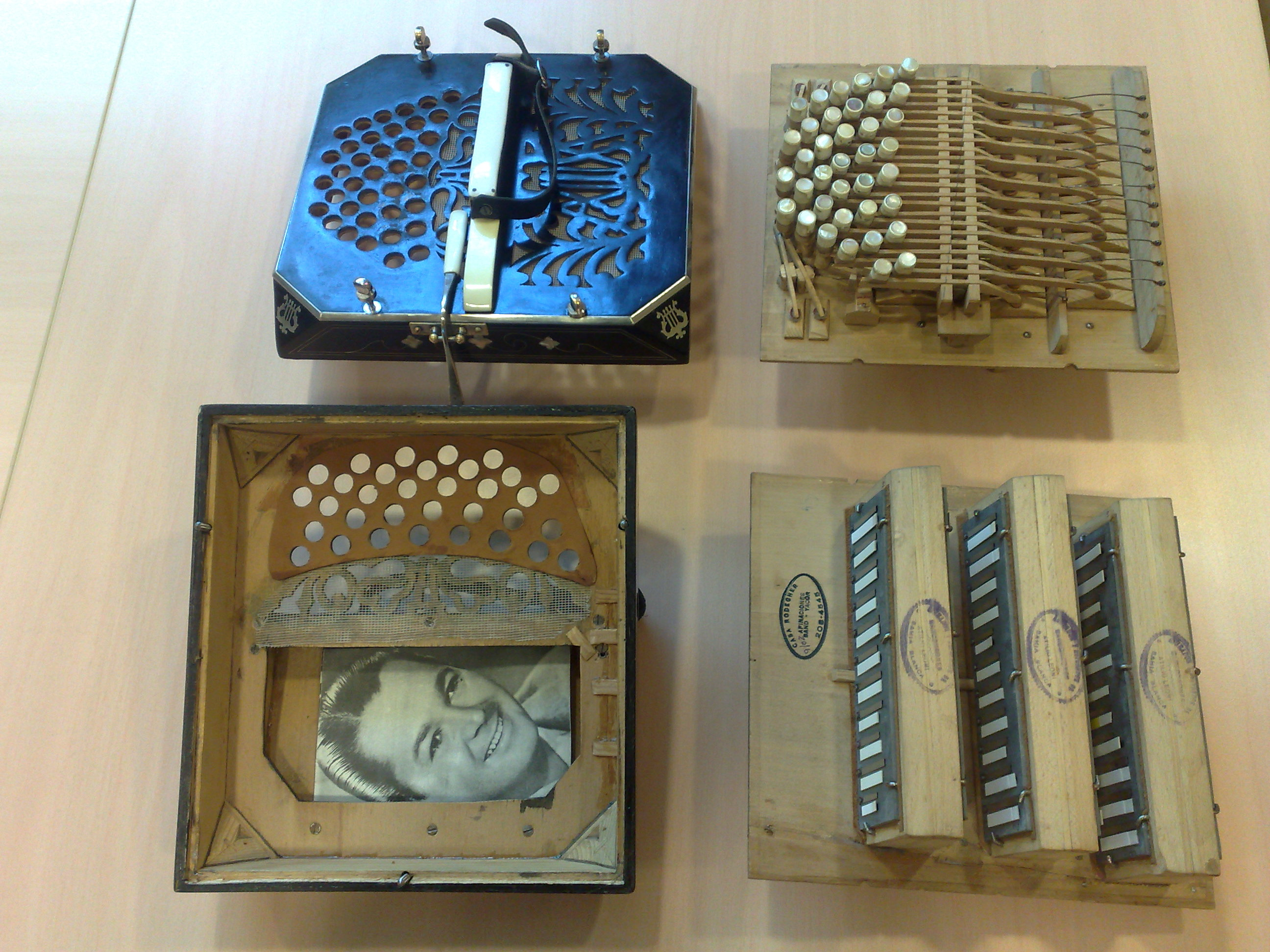
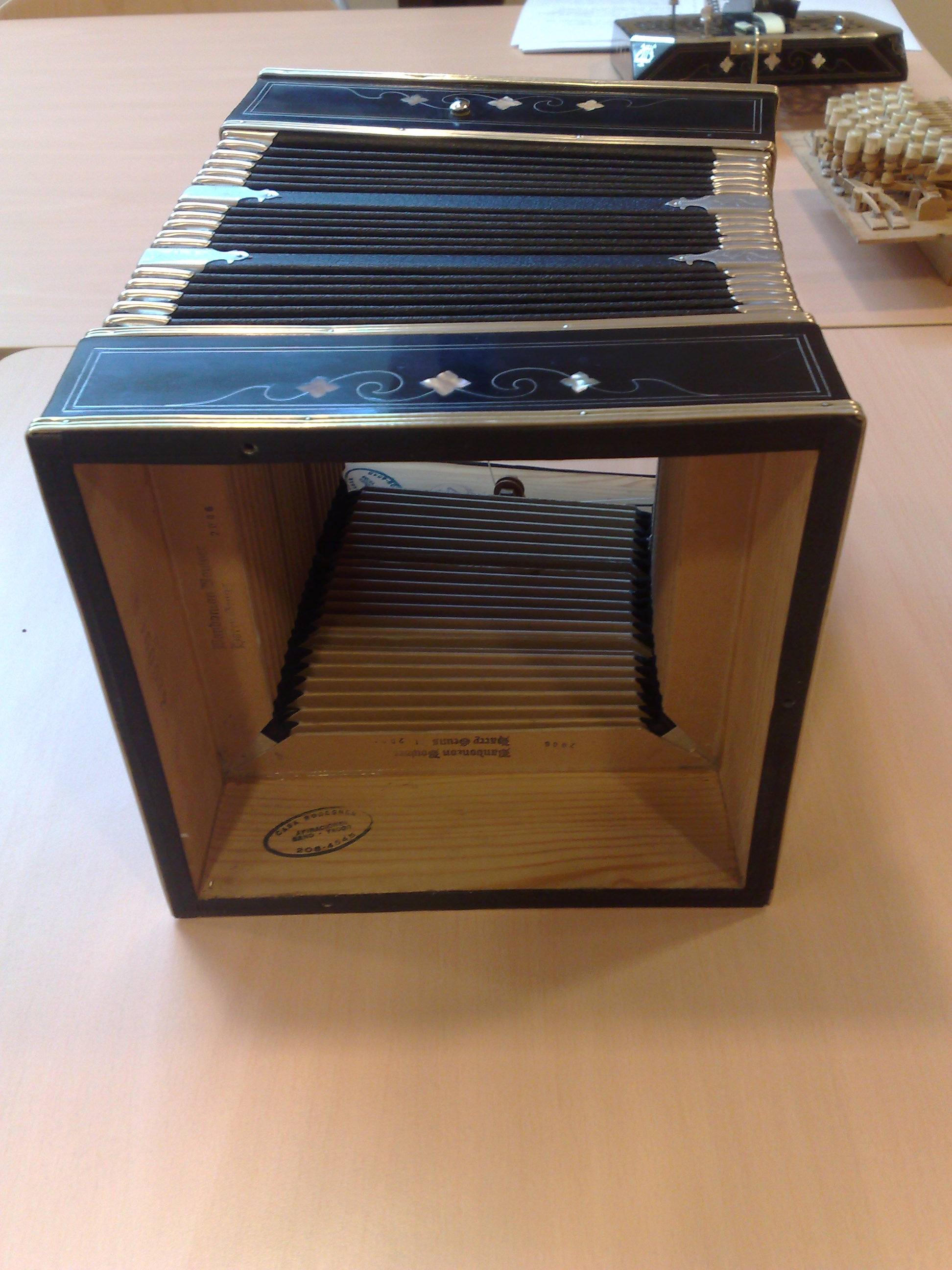
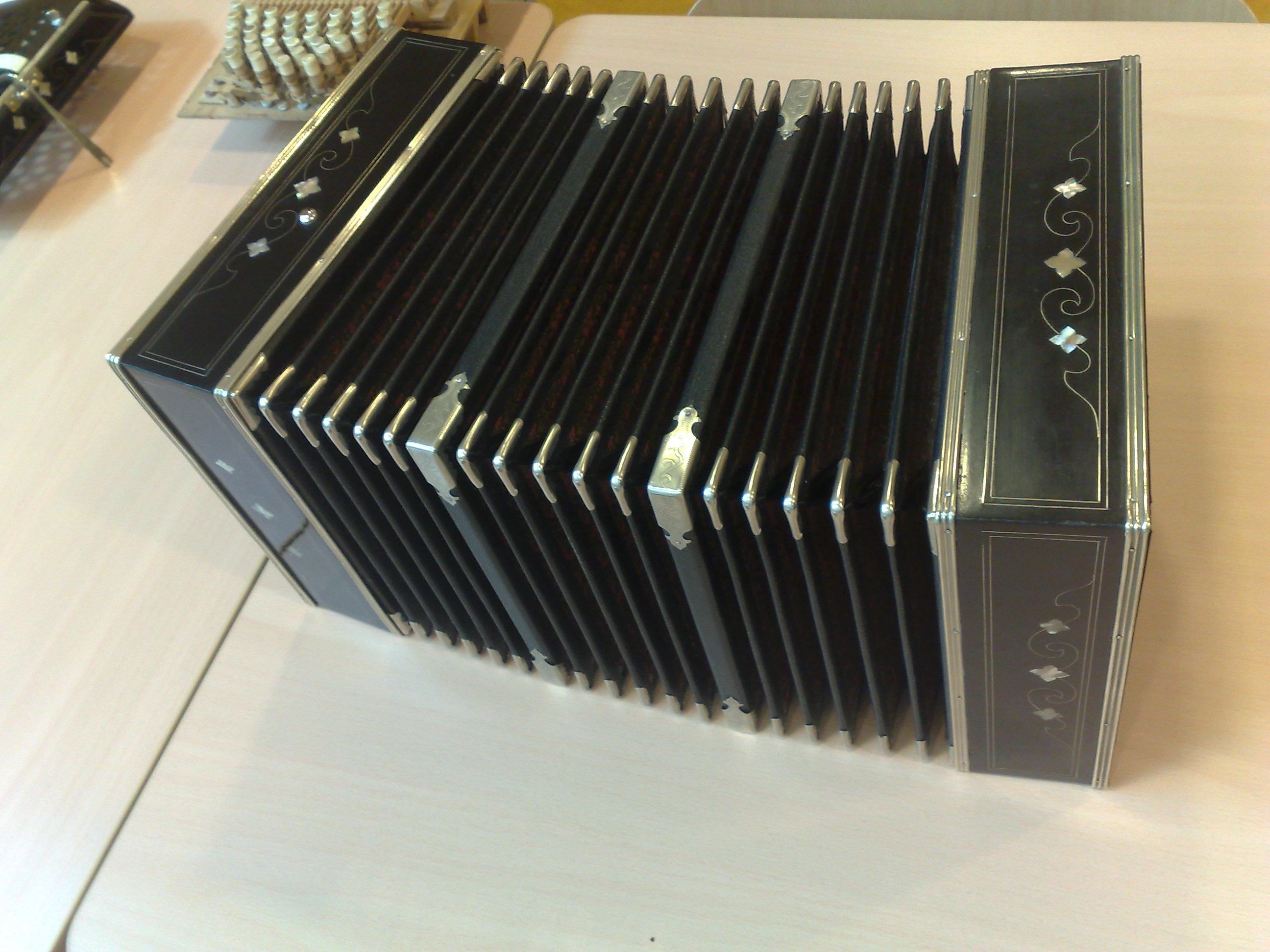
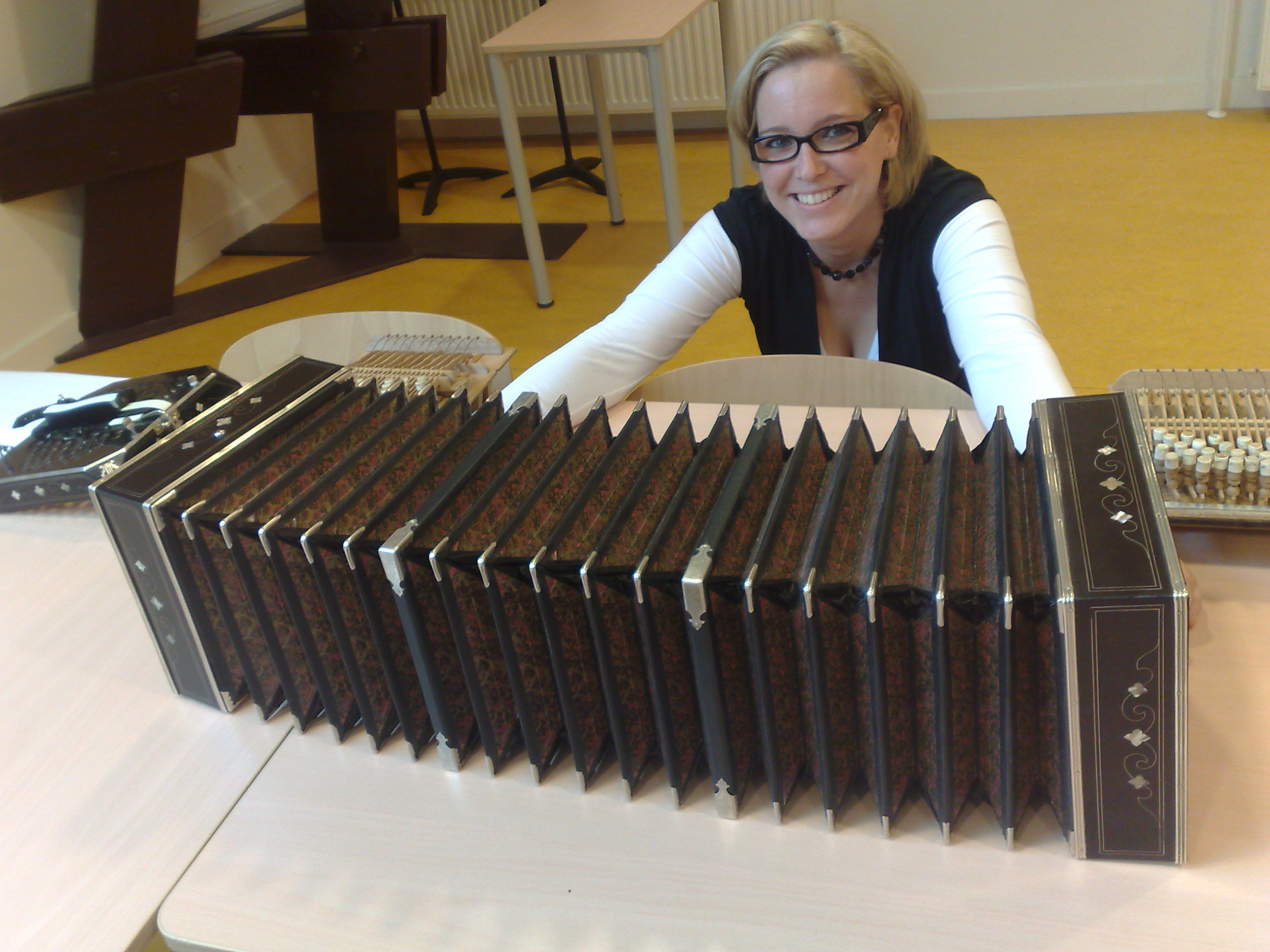